# Municipio de Miahuatlán (Veracruz)
El municipio de Miahuatlán se encuentra ubicado en la zona centro montañosa del Estado de Veracruz en la región llamada de la Capital; es uno de los 212 municipios de la entidad. Está ubicado en las coordenadas 19°42” latitud norte y 96°52” longitud oeste, y cuenta con una altura de 1.800 m s. n. m.
Es un municipio categorizado como urbano conformado por 13 localidades en las cuales habitan 5.526 personas, que son: Miahuatlán, Carolino Anaya, Reforma, Cumbre del Jonatal, Dos Jacales, Loma Alta, Jonatal, Bella Unión, Rancho Alegre, Yerba Buena, Pie de la Cuesta, Mata Oscura y Bartolo García. 
Miahuatlán tiene un clima principalmente húmedo, templado y extremoso, con lluvias abundantes principalmente en verano y algunas más en otoño.
El municipio de Miahuatlán celebra sus tradicionales fiestas en honor al santo patrono San José del 18 al 20 de marzo y del 14 al 16 de agosto celebran las fiestas en honor a la Virgen de la Asunción.
El nombre de Mihautlán en náhuatl significa “”Lugar de espigas de maíz; tlan, lugar ubicado cerca de un plan”; Ramírez Lavoignet traduce como “Lugar de Las Flores del Maíz”. Según los primeros habitantes hallaron unas plantas de maíz en floración al llegar a este territorio. Es de entenderse que los primeros habitantes que llegaron a este lugar, eran familias que hablaban el idioma náhuatl.

## Historia
El 4 de abril de 1653, se funda Miahuatlán. Por Decreto de noviembre de 1899 se fusionan los municipios de San José y San Juan Miahuatlán, siendo la cabecera San José. 
En 1900 se expide el Decreto que aprueba el convenio sobre límites entre los municipios de San José Miahuatlán y Tonayán. 
El 6 de septiembre de 1922 se expide el Decreto que constituye nuevamente el municipio de San José Miahuatlán. El municipio y cabecera de San José Miahuatlán, reciben el 5 de noviembre de 1932, la denominación de Miahuatlán.

## Turismo
En el municipio se localizan algunas zonas de ecoturismo, se pueden practicar actividades como la tirolesa, el rapel, y demás actividades de ecoturismo.

### Parques, jardines y lugares de interés
- Lagunas del Río Coralillo
- La Laguna Verde
- Cerro del Colorado
- Cerro de Acatlán (Cráter extinto del cerro Miahuatlán-Acatlán)
- Barrancas de las Cumbres
- Centro de Miahuatlán
- Cascada de San José Miahuatlán (El Salto)
- Capilla del Cerrrito a Nuestra Señora de Guadalupe
- Mirador del Cerro de Nuestra Señora de Guadalupe
- Templo de nuestro Santo Patrono San José y de la Virgen de la Asunción

## Geografía
Se encuentra regado por tributarios del río Actopan. El ecosistema del municipio es bosque perennifolio con encinos, donde se desarrolla una fauna compuesta por poblaciones de mamíferos, aves y reptiles. 

## Fisiografía
Este municipio está situado en el eje neovolcanico transversal, el cual atraviesa el estado en su porsion central y sigue una dirección este-oeste y se extiende desde el sur de papantla hasta el norte de córdoba. Está constituido por rocas ígneas de composición andesítica, riolitica y basáltica que se derramaron durante el cenozoico superior en forma de derrames, tobas, brechas y cenizas volcánicas.  

## Grupos étnicos
Existen en el municipio 6 hablantes de lengua indígena, 1 hombre y 5 mujeres, que representa el 0.18% de la población municipal. La principal lengua indígena es la Totonaca. 
De acuerdo a los resultados que presenta el II Conteo de Población y Vivienda del 2005, en el municipio habitan un total de 7 personas que hablan alguna lengua indígena.

## Medios de comunicación
Recibe publicaciones periodísticas y señales de estación de radio en AM y FM, así como 9 canales de televisión abierta. Dos señales de televisión satelital, servicio de telefonía celular 
Tiene servicio telefónico por marcación automática en la cabecera y 1 en la localidad, así como con telefonía rural y celular; además 1 oficina postal.

## Localidad de Miahuatlán
La localidad de Miahuatlán es la más grande del municipio. En ella radican la mayor parte de la población del municipio. Se conforma por las colonias de Miahuatlán Centro, col. Reforma, y col. Carolino Anaya. La localidad está unida por avenidas y calles siendo el mayor centro económico del municipio.

## Límites
Limita al norte con Landero y Coss,  Tenochtitlán, Tonayán y Misantla. Al sur se encuentran  Acatlán y Naolinco; al este:  Acatlán y Landero y Coss, mientras que al oeste limita con Tonayán.

## Gobierno
El actual presidente del municipio es el C. Héctor Óscar Suárez Sánchez, quien ocupa el cargo del ejercicio 2022-2025 de las elecciones populares de junio de 2021.